# Árni Gautur Arason
Árni Gautur Arason (Reykjavík, 7 maggio 1975) è un ex calciatore islandese, di ruolo portiere.

## Carriera

### Club
Dopo aver giocato per alcune stagioni in Islanda è arrivato al Rosenborg nel gennaio 1998, con questa squadra ha vinto per tre volte il campionato norvegese ed ha disputato diversi incontri di Champions League. Nel 2003 è passato al Manchester City diventando il secondo di David James.
In Inghilterra ha collezionato pochissime presenze, in una di queste, in FA Cup contro il Tottenham al White Hart Lane con il City sotto di tre reti e in dieci uomini alla fine del primo tempo, Arason si è messo in mostra con delle belle parate e ha contribuito alla rimonta della sua squadra che ha vinto per 4-3.
A fine stagione si è trasferito al Vålerenga, con cui ha vinto un altro campionato norvegese.
Il 30 novembre 2007, scaduto il contratto che lo legava al club di Oslo si è trovato senza una squadra.
Nel marzo 2008 ha trovato un accordo con i sudafricani del Thanda Royal Zulu con cui ha disputato una stagione per poi tornare in Norvegia all'Odd Grenland.
Rimasto svincolato, ha firmato un contratto con il Lierse all'inizio del 2011. Si è ritirato a fine stagione.

### Nazionale
Ha fatto il suo esordio con la nazionale di calcio islandese nel 1998 in un'amichevole contro la Lettonia. Da allora è diventato il portiere titolare della squadra e ha collezionato in totale 71 presenze. Non ha giocato nel periodo successivo all'esperienza al Vålerenga in cui era svincolato, ma è stato comunque convocato due volte.

## Palmarès

### Club
- Campionato norvegese: 1

Rosenborg: 2000, 2001, 2002
Vålerenga: 2005
- Coppa di Norvegia: 1

Rosenborg: 1999

### Individuale
- Portiere dell'anno del campionato norvegese: 2

2001, 2005